# Kovács Mihály (festő)
Kovács Mihály (Tisza-Abád-Szalók, 1819. július 18. – Budapest, 1892. augusztus 3.) magyar festőművész, az akadémikus stilus egyik tehetséges képviselője.

## Élete
A művészet irányába egy Rafaello-kép keltette fel figyelmét, 7-8 éves korában hasonlót szeretett volna festeni. Ettől kezdve rajzolt mindent, ami az életben, vagy képzeletében elé került.
Művészi látóköre csakhamar tágulni kezdett, amint a kunhegyesi iskolában tanult, és „festéket” már maga is vehetett. Ecsettel festette ki névnapi köszöntő koszorúit, amelyek az anyagiakon kívül erkölcsi haszonnal is jártak, mivel neve ismertté lett Kunhegyesen. Egy köszöntőkoszorú lett később jövője megalapozójává. Udvardy János megyei mérnök ugyanis meglátva egy ilyet, Orczy László báró figyelmébe ajánlotta őt mint művészi tehetséget. Orczy báró nyomban pártfogásába vette.
1842 júniusában Itáliába ment. Firenze városában a tájképfestés művészetét tanulta. 1844-ben Rómában lerázva a Bécsben ráragadt kötött, feszes kezelési modort, új, széles ecsetvonásokra tért át, és festette meg Szent Márk tetemének átadását ábrázoló történelmi képét. Itt megismerkedett Ybl Miklós építésszel és Karl Rahllal, a későbbi bécsi tanárral.
1846-ban ritka érdekes látványosságokról ír naplójában:

„XVI. Gergely pápát láttam, úgymond – halva. Láttam az új választáshoz a Quirinálba bevonuló bíbornoki processziót, azt is, mikor. az újon megválasztott Conte Giovanni Mastai imolai püspököt és bíbornokot a Quirinal erkélyén a népnek bemutatták és IX. Pius név alatt pápává kikiáltották, melynél az olaszok leírhatlan lelkesedésbe törtek ki. Az átellenben levő gárda-palotáról adott füstjelre a Castello Sant'Angelo (Angyalvár) ágyúi megszólaltak.
Jelen voltam IX. Pius koronázásánál, melyet a Vatikán közeleső terraszáról néztem. Azután pedig a Szt. Péter templomában, közvetlen közelében valék, midőn egy póznán lengöngyöleget gyújtottak meg, melynek ellobbanó lángjánál ismételték e nevezetes mementót: »Sic transit gloria mundi«!
Akkoriban kezdődött meg a jezsuiták elleni mozgalom, tanuja voltam (mert szemben laktam a jezsuita kollégiummal), midőn kövekkel dobálta a csőcselék a kollégium kapuját nagy »abbasso i Gesuiti! (le a jezsuitákkal!) kiáltások közt.« Említi továbbá, hogy »a mint az 1848-iki mozgalmak Rómában éles jelleget öltöttek, az osztrák követségi palotáról levetették az osztr. cs. címert, a kétfejű sast, dacára annak, hogy az ifjú Széchényi Imre gróf (akkor követségi attasé gr. Lützow mellett) ellenezte«.”

– Kovács Mihály festőművész naplójából

Később Olaszországból hazautazva, találkozott véletlenül Innsbruckban a magyar országos küldöttséggel.

„A küldöttséget az öreg Hám prímás vezette, hercegprímási öltözetében, emlékezem Pázmándy Dénesre, Andrássy Gyula és Aladár fiatal, sudártermetű grófokra, Almássy Pál délceg alakjára, Német Berci oskolatársamra. Nagy sajnálatomra nem jegyeztem fel akkor és így harminchét év után nem emlékszem mindenikére ezen szép küldöttségnek; csak még Kristen titkár nevére.
A tiroli nép megbámulta őket, de méltán is. Én pedig a nép között füleimmel hallottam a nép nyilatkozatát: Ez már felséges! Ez szép! Ezek a szép és gazdag öltözetű urak milyen rendben és szépen, komolyan járnak! Bezzeg nem úgy ám, mint azok a kötéltáncos Szwor-nost csehek az ő komédiás öltözetükben és lármásán. Egy nő: So scheue Leutln haw i no nie g'sehn! (Ilyen szép népecskét még sohasem láttam!) - - Nagyon jó benyomást tettek a tiroliakra…
Estve az audiencia után magam is betekintettem a küldöttség fogadójába és hallottam az eredményt, t. i., hogy a Felségek megígérték, két hét múlva Budapestre menni és kegyteljesen bocsáták el a deputációt.”

– Kovács Mihály festőművész naplójából

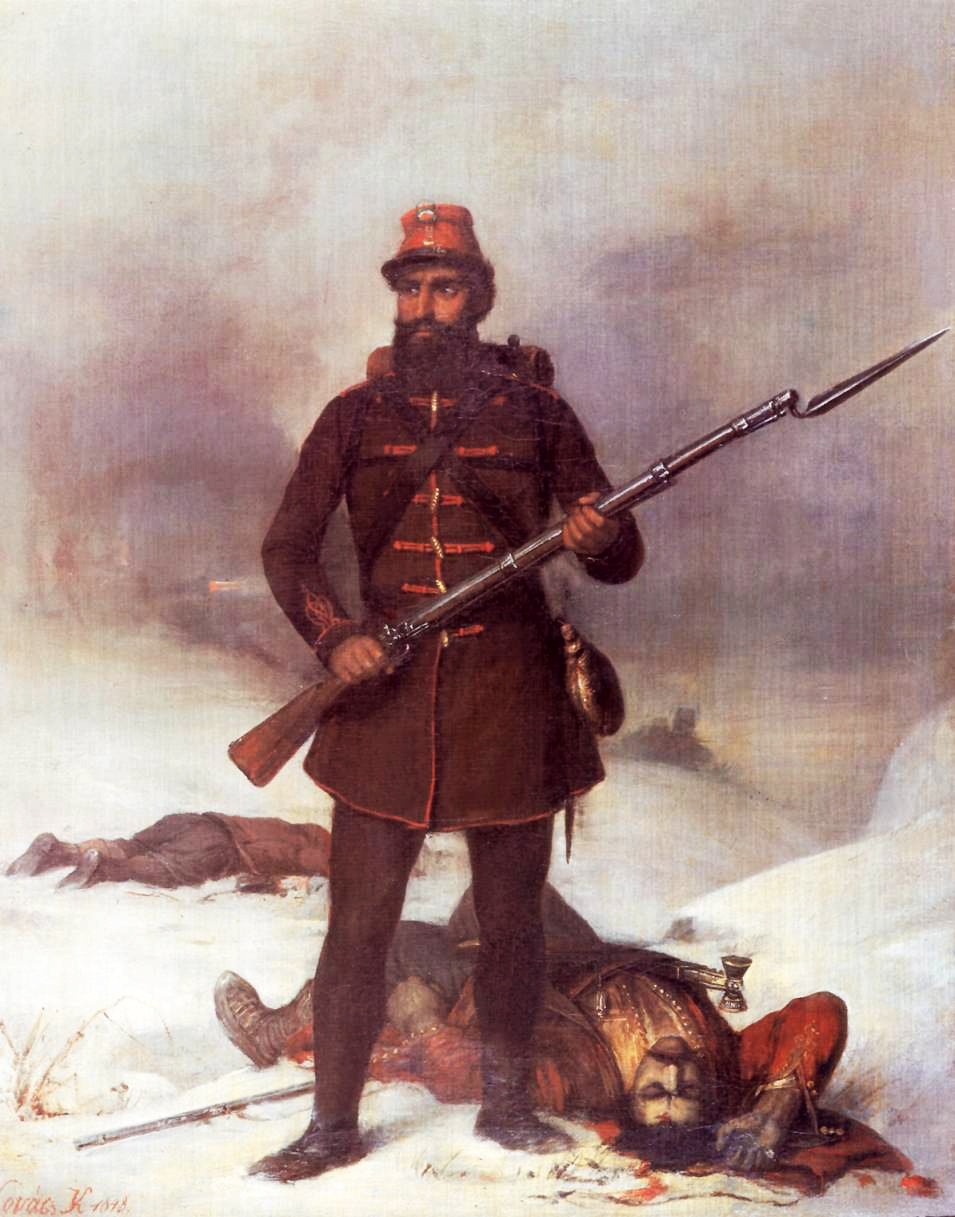
Vörössipkás, 1848

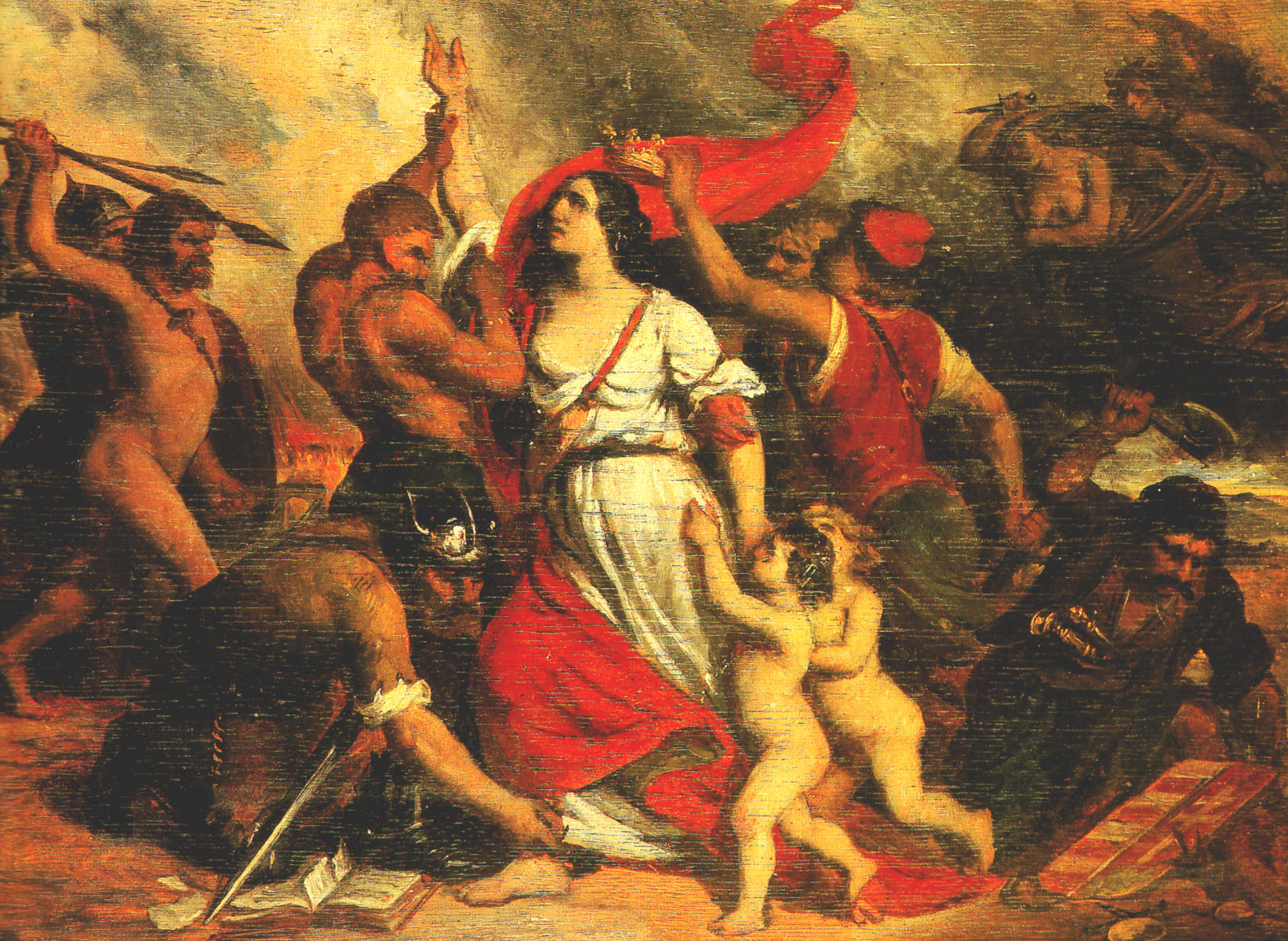
Magyarország leigázása, 1849

Innsbruckból Münchenen át Bécsbe és azután Tarnaörsre érkezett, ahol a telet töltötte. Betegeskedett, az 1848-as hideg tél megviselte. Ezért a katonaorvos kereken elutasította, mikor honvédtüzérnek jelentkezett. A magyar függetlenségi harccal való egyetértését festményein fejezte ki.
Tarnaörsön jótevőjét, Orczy László bárót, nejét és a család több tagját, fiait, köztük Bódogot, a későbbi nemzeti színházi intendánst festette. Számos megrendelést kapott Egerben is, ahová 1849 júliusában került. Tárkányi szülein és rokonain kívül lefestette a város és a vidék előkelőit, urakat, hölgyeket, sok-sok oltárképet a környékbeli templomok számara.
Ugyancsak Egerben festette meg történelmi festményét, Árpád fejedelemmé választását. Ezt a képét a Pesti műcsarnok-egyesület műlapjává választotta és kőnyomatú mása 1854-ben került ki Joseph Lemercier párizsi kőnyomdájából. Az eredeti festmény jelenleg a Szépművészeti Múzeum újabb kori műtárában látható és mind alkotás, mind színhatás tekintetében egyike a jelesebb műremekeknek.
1856-ban Párizsba utazott, minták és kellékek megszerzésével ott festette meg a nagy oltárképét, melyet a Polgár község új templomába, az egri káptalan rendelt meg. 1857 augusztusában fejezte be. A nagy méretű, 24 lábnyi magasságú és 15 láb szélességű képet az egri káptalan szállíttatta és állíttatta fel.
1858-ban ismét Párizsba készült, de Bécsben megállapodott, mert barátja, Sterne, a híres műpártoló fogorvos több megrendelést szerzett. Több arcképet festett ekkor, többek közt festette Carl Giskrát, a későbbi minisztert és nejét. A politikai viszonyok miatt lemondott párizsi útjáról. A kitörőben levő szárd–francia–osztrák háború készülődései annyira lenyomták az osztrák papírpénz értékét, hogy 100 osztrák forintért csak 30 forintot adtak Párizsban.
Budapestre jött, és itt többek közt ekkor festette Mikó Imre gróf számára Kazinczy Gábort, Földváry Károlyt, Görgei vitéz ezredesét, ennek ikertestvérét, Sándort, a római sáncok hősét, Orczy Bódog bárót és nejét, Wass Emmát és nővérét, Wass Jozefin grófhölgyet. Ekkor elhatározta, hogy Spanyolországba utazik és megtanult spanyolul, ami könnyen ment, mert olaszul már jól beszélt és írt.
1863-ban meg is indult Marseille-ből a tengeren végighaladva Spanyolország keleti partjain, Sevillába érkezett. Körülhajózva Gibraltárt, Cádizba s onnan a Guadalquivir folyamon mint nevezi, Spanyolország Tiszáján felhajózva, Sevillában megállapodott. Itt másolta egy sevillai mester kisebb képei közül azt, amely "Servilleta" (asztalkendő) név alatt ismert. Régi magyar festőművész képeire akadt véletlenül a sevillai székesegyházban.
1864-ben Portugália akkori királya, II. Ferdinánd fogadta Sintrában, híres kilátású kastélyában, mely Lisszabon közelében van. Lisszabon városában megtekintvén a királyi palotát, itt a nagy műkincseken kívül, a művészettel foglalkozó király vízfestményei és egy domborművezett kis ezüst macska tettek tanúságot művészi képzettsége magasabb színvonaláról. 1864 júniusában Madridba érkezett. A Prado múzeumban festegetett.
Művészetét, de műtörténelmi ismeretét, tájékozottságát is nagyra becsülték, különösen azért, mert műismeretével nagy szolgálatot tett a Prado műkalauzának szerkesztésében. Megnevezte ugyanis két régi képnek a valódi mesterét, melyeket tévesen más művészeknek tulajdonított a hagyomány.
Kovács tekintélyét még jobban emelte később az, hogy a német Gustav Friedrich Waagen, aki Angliában a magánképtárak kalauzát szerkesztette, 1866-ban igazat adott a magyar művésznek. Ezért és más képek helyes bírálatáért kinevezték Kovács Mihályt a madridi San Fernando királyi művészeti akadémia levelező tagjává.
Kiváló portréfestő volt Kovács Mihály, számos híresség mellett 1866-ban megfestette Garibaldi segédtisztje, Don Pedro Aguera portréját is.

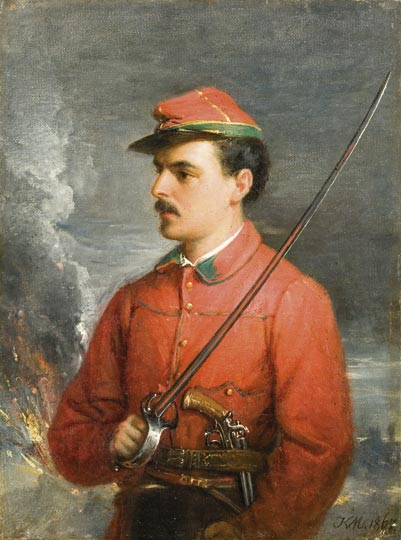
Don Pedro Aguera, 1866

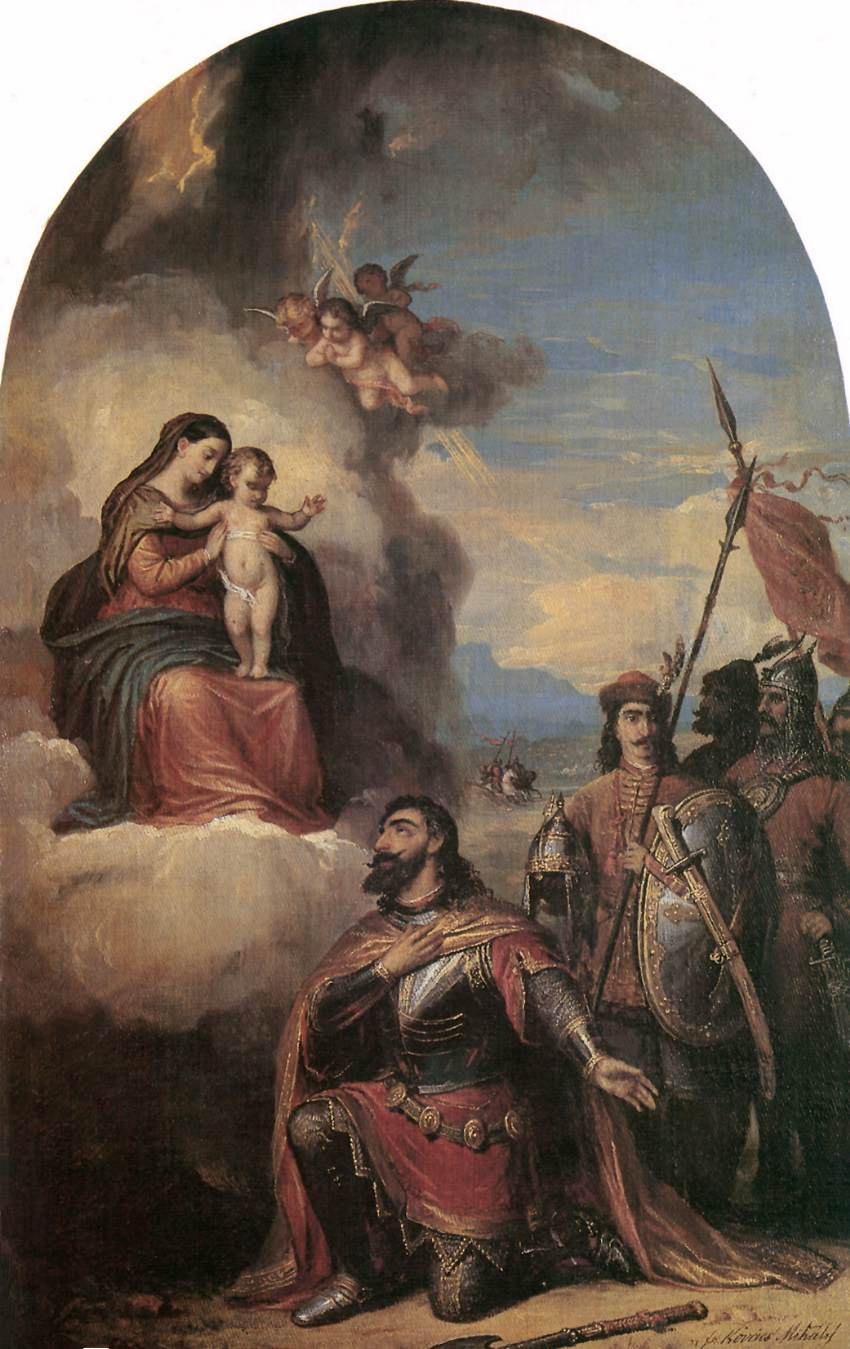
Szent László ájtatossága (oltárkép, 1858)

Munka közben ismerkedett meg egy tehetséges fiatal spanyol festőnővel, akit 1867-ben feleségül is vett, Petra de Castro y Blancót.
1867-ben a koronázási ünnepélyre hazavitte feleségét. Elvitte ezután Heves megyébe, rokonaihoz, ismerőseihez, akik mindenütt igaz magyar szeretettel fogadták a spanyol menyecskét, aki még nem tudott ugyan nyelvünkön beszélni, de megértette az őszinte barátság szavát és felfedezett valamit, amit csak hazájában, Andalúzia síkjain látott, a délibábot.
1872-ben festette a többek közt ismételten Ipolyi Arnold püspököt, Ghyczy Kálmánt és Somssich Pált. A két utóbbit a képviselőház elnöki tanácsterme számára.
Münchenben, hova rövid időre ment, "Szeressed felebarátodat, mint tenmagadat" és Jupitert és Antigonét ábrázoló nagyobb méretű alkotásait festette, melyek Tiziano-féle szép testszínben díszelegtek. Velencében és római útján sokat festett, a Szent Márk-székesegyházban több részletet másolt. Később Nápolyba ment, majd Bécsbe utaztak 1874-ben, hol nagy szomorúságára arról értesült, hogy nagy munkásságával szerzett és gondosan megtakarított, tekintélyes összegre rúgott vagyona a tőzsdén ért veszteségei miatt a híres krachban negyedére apadt, egy pártfogójának, aki pénzét kezelte, kockáztatott játéka miatt.
Hazatérve, több megrendelése akadt, Deák Ferencnek két mellképét, utána pedig egész alakú két nagy képét festette, egyiket Szatmár-, a másikat Somogy vármegye részére. Festette Schlauch Lőrinc nagyváradi püspököt és Mednyánszky Sándor 1848-iki honvédezredest.
Közben aggasztó hírt kapott felesége bátyjának, Deogracias kapitánynak betegségéről, ezért a spanyolországi Ourense városába utaztak és onnan visszatérve, az épülőben levő budapesti Operaház udvari folyosójára 17 képet festett temperával. Ezek tárgyai zeneszerekkel mulató géniuszok, 12 ívben kettős, négyben hármasok, egy hosszúkásban pedig 11 alakkal. Az egész mű eredeti alkotás, gyermeteg kedélyes, természetes, játszi mozgás alakjában és szép a színezése.
1886-ban mély gyász érte, pártfogóját, Tárkányi Bélát február 18-án sírjába kísérte és kilenc hónap múlva másik pártfogója, Ipolyi püspök is követte a halálba. 1887-ben Németországot, Hollandiát utazta be nejével és átmentek Londonba, útközben mindenütt tanulmányozván a képtárakat és múzeumokat.
1892-ben Kovács Mihály vesebeteg lett, s meghalt. Eredeti műveiből és másolataiból 13 darabot a Nemzeti Múzeum képtárának ajándékozott özvegye, aki később hazatért Spanyolországba és 1901. február 21-én elhunyt, Burgosban.
Kovács Mihály mesteri hűséggel utánozta Anthony van Dyck, Rubens, Veronese, Tiziano, Diego Velázquez és Murillo műveit, az ecsetvonások irányát is híven követte, és megfelelő vásznat keresett mindegyikhez. Ezért művei a csalódásig hasonlók és egy idő múlva avultan eredetiek gyanánt elkelhetnek. Arcképei közül sok elvesztette az élénk színezést.